# بوكي والترز
بوكي والترز (بالإنجليزية: Bucky Walters) هو لاعب كرة قاعدة أمريكي، ولد في 19 أبريل 1909 في فيلادلفيا في الولايات المتحدة، وتوفي في 20 أبريل 1991 في بلدة أبينغتون ‏ في الولايات المتحدة.

## وصلات خارجية
- بوكي والترز على موقع دوري كرة القاعدة الرئيسي (الإنجليزية)
- بوكي والترز على موقعبيزبول رفرنس.كوم (الدوري الرئيسي) (الإنجليزية)
- بوكي والترز على موقعبيزبول رفرنس.كوم (الدوري الثانوي) (الإنجليزية)
- بوكي والترز على موقع جمعية أبحاث البيسبول الأمريكية (الإنجليزية)